# Nintendo New York
Nintendo New York (anteriormente Nintendo World Store y The Pokémon Center) es la tienda especializada en videojuegos de Nintendo. Ubicada en 10 Rockefeller Plaza, en el Rockefeller Center en la ciudad de Nueva York, Estados Unidos. La tienda de dos pisos y 10.000 pies cuadrados (930 metros cuadrados), se inauguró el 14 de mayo de 2005. 

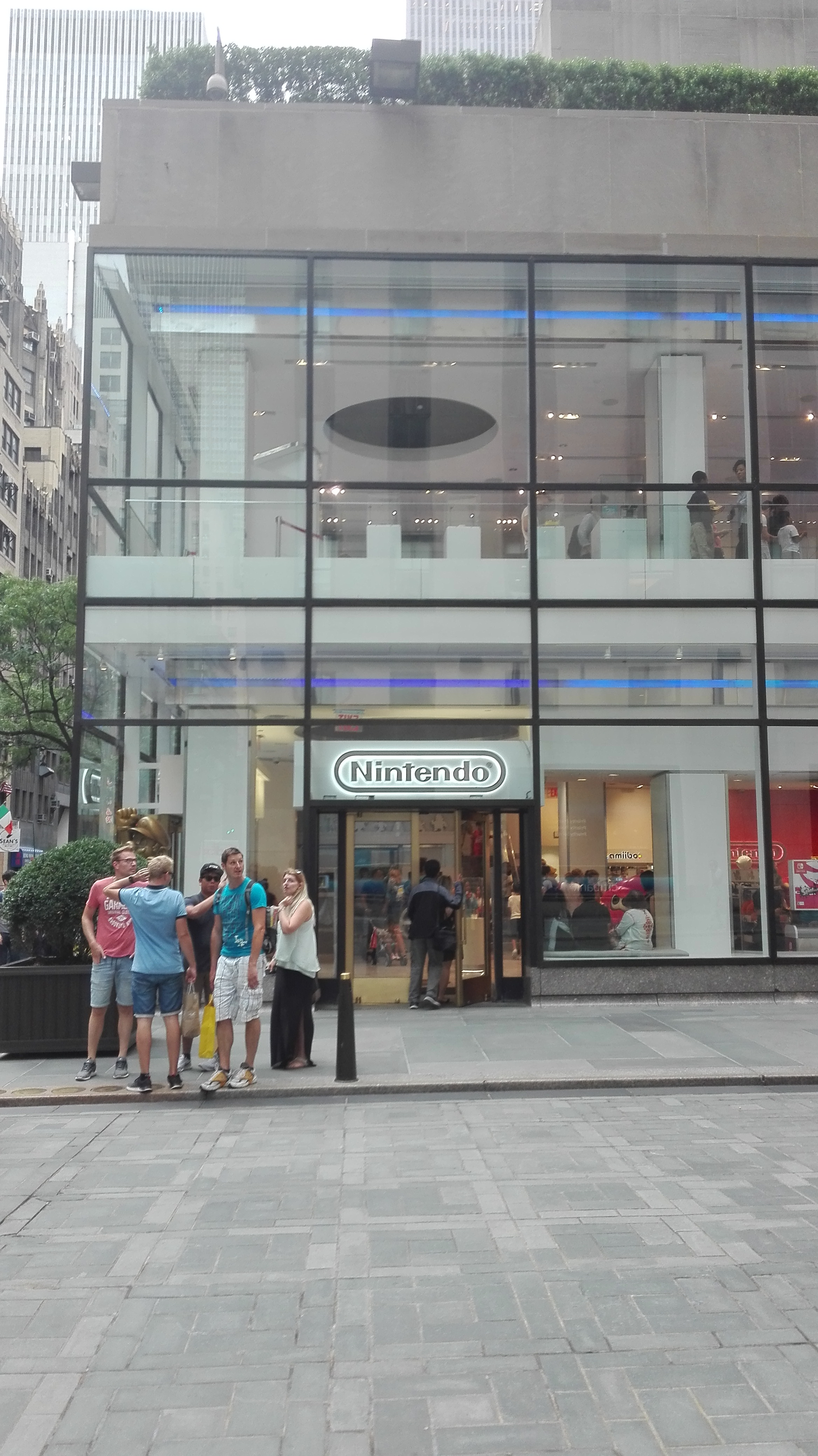
Entrada de la tienda.

La tienda vende una amplia variedad de mercancías y videojuegos de Nintendo, incluyendo vestimenta, hardware, y accesorios que son exclusivos de la tienda, como por ejemplo peluches japoneses del personaje Mario y guías especiales para juegos, como GoldenEye 007 y Super Mario Galaxy. La tienda incluye diversas secciones llamadas Wii U, Nintendo 3DS y Pokémon Negro y Blanco 2, que sustituye The Pokémon Center que originalmente se encontraba en el edificio, y ha sido movido a una subsección de la tienda. En la segunda planta de la tienda, hay quioscos con varios videojuegos para Wii en funcionamiento, permitiendo jugar a cualquier persona. Además, también hay secciones de Nintendo 3DS disponibles para jugar.
Nintendo New York organiza regularmente torneos con premio para los ganadores, demostraciones, y lanzamientos de nuevos juegos.

## Historia
La tienda se llamaba anteriormente The Pokémon Center, que se inauguró el 16 de noviembre de 2001. Funcionó hasta enero de 2005, cuando cerró por remodelación, reabriendo como Nintendo World Store el 14 de mayo de 2005.
El 25 de septiembre de 2005, el desarrollador Shigeru Miyamoto visitó Nintendo World Store para conmemorar el lanzamiento de Nintendogs y el 20.º aniversario de Super Mario Bros.
El 10 de julio de 2010, el creador de Dragon Quest, Yuji Horii, visitó Nintendo World Store para conmemorar el lanzamiento de Dragon Quest IX: Centinelas del firmamento.
El 1 de noviembre de 2010, el Nintendo World Store reabrió después de una renovación de tres semanas, que incluyó varias mejoras, incluyendo la adición de nuevos sistemas de Nintendo DSi, iluminación ajustada, y una zona de museo más amplia. Una parte del cambio de imagen incluyó la preparación para la celebración del 25.º aniversario de Super Mario Bros. el 7 de noviembre de 2010. Los huéspedes de la fiesta incluyeron al presidente de Nintendo of America, Reggie Fils-Aimé y Shigeru Miyamoto.
El 17 de noviembre de 2012, Nintendo World Store tuvo un gran evento por el lanzamiento de la Wii U en el que asistieron cientos de personas. Reggie Fils-Aimé también hizo una aparición en el evento.
Desde el 21 de noviembre de 2014 hasta el 15 de enero de 2015, cualquier persona con una copia de Pokémon Omega Ruby o Alpha Sapphire podría recibir un boleto Eon para su juego individual para tener un encuentro en el juego con Latias o Latios, según su versión del juego. Una vez obtenido el ticket Eon, se podía pasar a otros jugadores con una copia del juego de forma gratuita a través de StreetPass.
El 19 de enero de 2016, Nintendo World Store se cerró por renovación y reabrió sus puertas el 19 de febrero de 2016 con nuevas funciones en la tienda. En su reapertura, la tienda pasó a llamarse "Nintendo New York".
El 14 de marzo de 2020, Nintendo NY acortó su horario de atención al público. Dos días después, el 16 de marzo de 2020, anunciaron en Twitter que estarían oficialmente en cierre total debido a la pandemia de COVID-19 en Nueva York. El 5 de agosto de 2020, Nintendo NY anunció que reabriría la tienda el 8 de agosto. Sin embargo, los visitantes deben seguir las pautas correctas durante la pandemia y si desean ingresar a la tienda, deben hacer una reserva en línea.
El 1 de junio de 2020, las ventanas de la tienda fueron destrozadas durante un motín a raíz de las protestas de George Floyd.